# کوهلی لوچ
لوچ واقعی کوهلی (Pangio kuhlii) یا پانژیو کوهلی، که گاهی به عنوان مارماهی لوچ نیز شناخته می‌شود، یک ماهی آب شیرین کوچک شبیه مارماهی است که متعلق به خانواده لوچ (رفتگرماهیان) است. آنها از جزیره جاوا در اندونزی سرچشمه می‌گیرند. این موجود مار مانند بسیار لاغر اندام و شبگرد است و گونه واقعی آن در آکواریوم نگهداری نمی‌شود و گونه راه راه آن‌ها بیشتر در آکواریوم‌ها یافت می‌شود.

## توضیح
کوهلی لوچ ماهی مارماهی شکل است که کناره‌های بدن آن کمی فشرده شده، چهار جفت هالتر در اطراف دهان و باله‌های بسیار کوچک دارد. باله پشتی از وسط بدن شروع می‌شود و باله مقعدی به خوبی پشت آن قرار دارد. چشم‌ها با پوست شفاف پوشیده شده‌است. بدنه دارای ۱۰ تا ۱۵ میله عمودی قهوه ای تیره تا مشکی است و شکاف بین آنها صورتی ماهی آزاد تا زرد با سطح زیرین روشن است. هنگامی که ماهی به‌طور فعال پرورش نمی‌دهد، تمایز بین نر و ماده به راحتی آشکار نمی‌شود. با این حال، مشاهدات دقیق نشان می‌دهد که نرها سطح مقطع فوقانی/پشتی عضلانی‌تری دارند و باله‌های سینه‌ای آن‌ها بزرگ‌تر، به شکل دست و پا و اغلب مقداری رنگدانه در خود دارند. هنگام تولید مثل، ماده‌ها اغلب بزرگتر از نر می‌شوند و تخمدان‌های سبز رنگ آنها قبل از تخم ریزی از طریق پوست دیده می‌شود. تخم ریزی آسان نیست، اما زمانی که اتفاق می‌افتد چند صد تخم مایل به سبز در میان ریشه گیاهان شناور گذاشته می‌شود. لوچ‌های کوهلی در 2 3⁄4 به بلوغ می‌رسند2 3⁄4

## زیستگاه، رژیم غذایی، پارامترها و اطلاعات مرتبط
زیستگاه طبیعی لوچ کوهلی، بسترهای شنی رودخانه‌های کند حرکت و نهرهای کوهستانی تمیز است. آنها یک ماهی اجتماعی هستند و معمولاً در دسته‌های کوچک یافت می‌شوند (آنها ماهی‌های مدرسه نمی‌روند، اما از شرکت گونه‌های خود لذت می‌برند)، اما طبیعتاً محتاط و شبگرد هستند و نزدیک به پایین شنا می‌کنند و در اطراف موانع خوراک می‌خورند. آنها به‌طور بومی در آب و هوای گرمسیری زندگی می‌کنند و آبی با پی‌هاش ۵٫۵ تا ۶٫۵ را ترجیح می‌دهند، اما پی‌هاش ۷٫۰ در آکواریوم، سختی آب ۵٫۰ دی‌جی‌هاش و محدوده دمایی ۷۵ تا ۸۶ درجه فارنهایت را تحمل می‌کنند (۲۴ تا ۳۰ درجه سانتی گراد). لواشک‌های کوهلی لاشخور هستند، بنابراین هر چیزی را که به ته برسد می‌خورند. آنها معمولاً در شب تغذیه می‌کنند، اما می‌توان تغذیه در روز را در آکواریوم خانگی آموزش داد.

## سایر اطلاعات قابل توجه
در طبیعت، این گونه ماهی‌ها به‌طور مشترک در آب‌های بسیار کم عمق تخم ریزی و زاد و ولد می‌کنند. لوچ کوهلی ساکن پایینی است که در مکان‌های نرم فرومی‌رود. نام عمومی قدیمی آن «آکانتوفتالموس» از معنای «خار» یا «چشم خاردار» گرفته شده‌است که پس از ستون فقرات زیر هر چشم آمده‌است.

## ریشه‌شناسی نام
لوچ کوهلی در ابتدا توسط آشیل والنسین در سال ۱۸۴۶ برای بزرگداشت کار هاینریش کوهل به عنوان یک طبیعت‌شناس و جانورشناس به عنوان کوبیتیس کولی توصیف شد. در متون علمی از آن با نام Acanthoپی‌هاشthalmus kuhlii یاد شده‌است. نام جنس Acanthoپی‌هاشthalmus مترادف کوچک پانژیو است.

## در آکواریوم
در حالی که نگهداری لوچ‌های راه راه پانژیو در آکواریوم‌ها رایج است، کوهلی واقعی به ندرت، حتی اگر وجود داشته باشد، نگهداری می‌شود. این به خاطر این واقعیت است که آنها بومی جاوا هستند، جایی که جمع‌آوری ماهی‌های زینتی بسیار نادر است. بسیاری از آنها شک دارند که کوهلی تا به حال وارد تجارت آکواریوم خصوصی شده باشد.
تعدادی گونه از جنس پانژیو، در درجه اول P. semicincta وجود دارد که شبیه به نظر می‌رسد و با همان نام فروخته می‌شود، نیاز به مراقبت مشابه دارد، و همه برای تانک‌های خانگی بسیار مناسب هستند. آنها معمولاً در آکواریوم سرسخت و عمر طولانی دارند و با همنوعان خود و دیگران به خوبی کنار می‌آیند.
در یک محیط آکواریومی، به خصوص اگر شن دانه‌بندی مناسبی داشته باشد، گونه‌های پانژیو می‌توانند در ته آن فرو بروند و برای مدت طولانی دیده نشده و در طول شب برای خوردن ظاهر شوند. اگر بعداً شن مختل شود، یک علاقه‌مند ممکن است خود را با ماهی‌ای که مدت‌ها پیش گم شده بود، بیابد. کوهلی ممکن است گهگاه در ورودی فیلترهای محافظت نشده شنا کند که احتمالاً منجر به مرگ آنها می‌شود.
پرورش این جانوران در اسارت، نیاز به فضاهای پنهان فراوان و کیفیت آب ثابت دارد.

## بیشتر خواندن
- Froese, Rainer; Pauly, Daniel (eds.) (2010). "Pangio kuhlii" in FishBase. July 2010 version.